# Cora Vaucaire

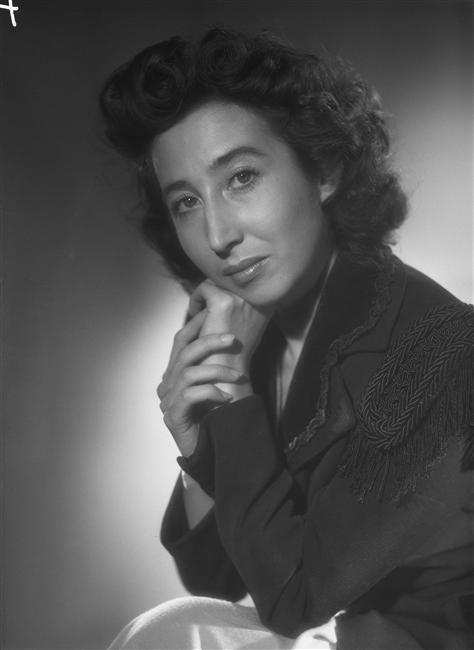
Cora Vaucaire (1946)

Cora Vaucaire (* 22. Juli 1918 in Marseille als Geneviève Collin; † 17. September 2011 in Paris) war eine französische Chansonsängerin.

## Leben
Cora Vaucaire wurde 1918 als Geneviève Collin als Tochter eines bretonischen Marineoffiziers in Marseille geboren. Mit 16 Jahren begann sie zunächst eine Laufbahn als Theaterschauspielerin. Einige Zeit studierte sie an einem Theaterkonservatorium. Später wechselte sie aber ins Musikgewerbe. Sie gewann zunächst einige Chansonwettbewerbe und trat ab 1945 nach der Befreiung Frankreichs in der Pariser Kabarettszene auf, besonders im Quartier Saint-Germain-des-Prés im Rive Gauche. Entsprechend tat sich die la dame blanche de Saint-Germain-des-Prés, zu deutsch „die weiße Dame von Saint-Germain-de-Prés“, besonders in der gleichnamigen Chanson-Stilrichtung des rive gauche hervor. Ab 1945 hatte sie auch einige Auftritte im Rundfunk.
Ab den 1950ern wurde sie als Chansonsängerin zunehmend bekannt. Unter anderem interpretierte sie Texte von Jacques Prévert und Louis Aragon. Als Erste nahm sie Joseph Kosmas Vertonung von Préverts Gedicht Les Feuilles mortes auf. Für das Kino sang sie La Complainte de la Butte in French Can Can (1955) und Trois petites notes de musique in Noch nach Jahr und Tag (1960). Zu ihrem Repertoire gehörten ferner unter anderem Le Temps des cerises, Parlez-moi d'amour und Le Tourbillon. Ferner half sie, unter anderem die Chansonniers und Liedtexter Barbara, Léo Ferré und Raymond Lévesque bekannt zu machen. Neben Vertonungen von Dichtern und Liedern anderer Chansonniers interpretierte Vaucaire auch Lieder aus der Belle Époque und überliefertes Liedgut aus dem Mittelalter.
In den 1960ern und 1970ern füllte sie mit ihren Konzerten bereits die großen sogenannten théâtre à l'italienne. 1973 gastierte sie für einen Monat im Bobino. Auch begab sie sich auf Auslandstourneen, unter anderem nach Albanien und auch nach Japan, wo sie ebenfalls zu einer bekannten Sängerin wurde. In den 1990ern gab sie einzelne, aber viel beachtete Konzerte im Olympia (1991), im Théâtre Déjazet (1992) und im Théâtre des Bouffes du Nord (1999). Auftritte in kleinen Kabarettsälen zog sie allerdings den großen Konzerthallen stets vor. Zeitweise leitete sie ein eigenes Kabaratttheater mit Liederabenden „à la carte“, dem aber keine langfristige Existenz beschieden war.
Vaucaire war mit dem französischen Liedtexter Michel Vaucaire (1904–1980) verheiratet, der für sie das Lied Frédé dichtete. Zuletzt erkrankte sie an Osteoporose. Sie starb am 17. September 2011 im Alter von 93 Jahren in Paris an einem Schwächeanfall. Der damalige Premierminister Frankreichs, François Fillon, würdigte sie als „eine der größten Interpretinnen des französischen Musikerbes des 20. Jahrhunderts“. Er beschrieb sie als eine „zarte Frau, deren Gestalt ebenso zerbrechlich war wie ihre starke, klare und subtile Stimme“. Der damalige Kulturminister Frédéric Mitterrand betonte, dass Vaucaire „die letzte Vertreterin einer Epoche des französischen Chansons [war], die mit ihr verschwindet“. Juliette Gréco nannte Vaucaire in einem Interview „eine außergewöhnliche Intepretin“ und „ein Vorbild für uns alle“.

## Auszeichnungen
- Officier der Ehrenlegion[2]

Für ihr künstlerisches Schaffen erhielt sie drei Auszeichnungen der Akademie Charles Cros.

## Diskografie
Alben
- Cora Vaucaire Avec Philippe-Gérard Et Son Ensemble (1955)
- Chansons pour ma mélancolie (1956)
- Cora Vaucaire (1964)
- Chansons et Poèmes de Prévert Vol. 1 (1965)
- Chansons et Poèmes de Prévert Vol. 2 (1968)
- Comme Au Théatre (1969)
- Enregistrement Public Au Théâtre De La Ville (1973)
- Plaisir D'amour (1973)
- Cora Vaucaire (1976)
- Au Japon… (1981)
- Recital – Enregistrement Public À Sogetsu-Hall (1986)
- Cora Vaucaire 97 (1997)
- Cora Vaucaire Aux Bouffes Du Nord (1999)